# Etheostoma ditrema
Etheostoma ditrema är en fiskart som beskrevs av Ramsey och Suttkus, 1965. Etheostoma ditrema ingår i släktet Etheostoma och familjen abborrfiskar. IUCN kategoriserar arten globalt som sårbar. Inga underarter finns listade i Catalogue of Life.